# Smilax fluminensis
Smilax fluminensis är en enhjärtbladig växtart som beskrevs av Ernst Gottlieb von Steudel. Smilax fluminensis ingår i släktet Smilax och familjen Smilacaceae. Inga underarter finns listade.